# Álbuns número um na Billboard 200 em 1967

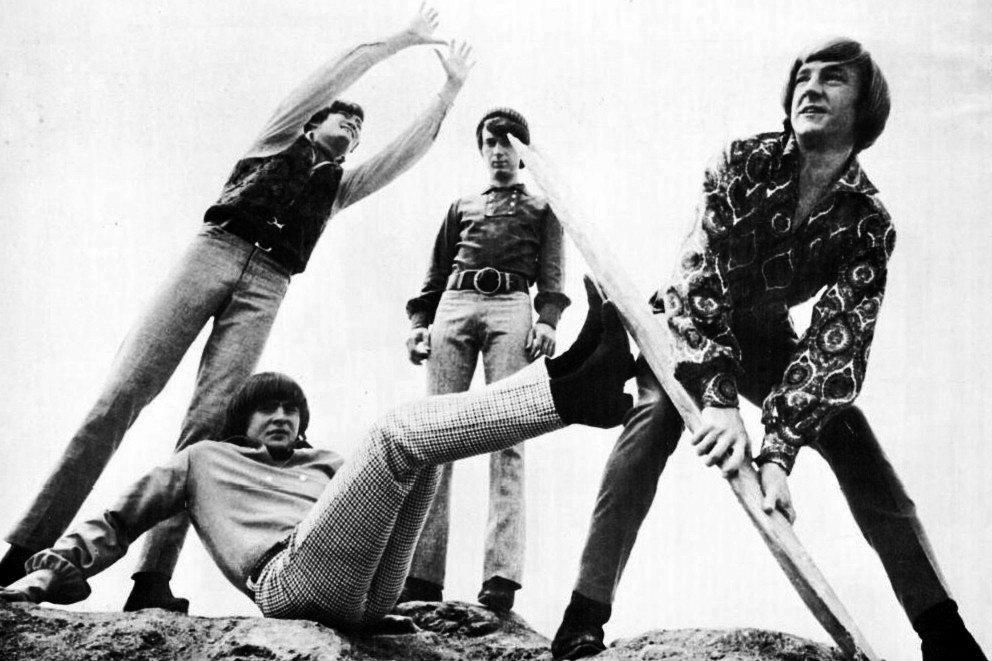
A banda The Monkees conseguiu posicionar três álbuns no primeiro posto da Billboard 200, sendo que More of The Monkees foi o mais vendido de 1967. Além disso, marcou a primeira vez que um artista substituiu-se no primeiro lugar da tabela e estabeleceram o recorde de única banda a conseguir posicionar os seus quatro álbuns de estreia no primeiro posto.

A seguir apresenta-se a lista dos álbuns que alcançaram a primeira posição da Billboard 200 no ano de 1967. A Billboard 200 é uma tabela musical dos Estados Unidos publicada semanalmente pela revista Billboard, que classifica o desempenho comercial de álbuns e extended play (EP) naquele território. Antes do serviço Nielsen SoundScan começar a controlar as vendas em 1991, a revista fazia uma estimativa de vendas físicas dos álbuns em lojas de discos, usando serviços telefónicos e fax. Os dados eram baseados em listas de desempenho comercial feitas pelas lojas dos discos mais bem vendidos, e não em valores exactos de vendas.
Em 1967, oito álbuns atingiram o primeiro posto da Billboard 200, marcando assim o segundo menor número na história da tabela. O álbum de estreia homónimo da banda The Monkees iniciou a sua corrida no topo no ano anterior, tendo permanecido na posição por oito semanas consecutivas, e concluiu-a neste ano, totalizando quatorze semanas consecutivas. Apenas dois artistas posicionaram um disco na primeira posição pela primeira vez: Herb Alpert and the Tijuana Brass e Bobbie Gentry. O álbum que por mais tempo ocupou a primeira colocação da tabela foi More of The Monkees, o segundo de estúdio de The Monkees, que permaneceu na colocação por dezoito semanas consecutivas nas publicações de 11 de Fevereiro a 10 de Junho. Outro álbum que ocupou a primeira posição por um tempo longo foi Sgt. Pepper's Lonely Hearts Club Band, o oitavo de estúdio da banda britânica de música rock The Beatles, que permaneceu por quinze semanas consecutivas nas publicações de 1 de Julho a 7 de Outubro. Sounds Like... Herb Alpert & the Tijuana Brass, de Herb Alpert and the Tijuana Brass, e Headquarters, de The Monkees, são os discos que por menos tempo ocuparam o primeiro posto, tendo permanecido por lá por apenas uma semana, que coincidentemente foram consecutivas.
Os The Monkees são o único artista que posicionou mais de um álbum no topo, tendo colocado três (More of The Monkees, Headquarters e Pisces, Aquarius, Capricorn & Jones Ltd.), o maior número por qualquer artista em um único ano. Além disso, More of the Monkees foi o álbum mais vendido de 1967 e a banda marcou a primeira vez que um artista substituiu-se no primeiro lugar da tabela. De facto, eles estabeleceram o recorde de o primeiro grupo na história da Billboard 200 a posicionar os seus quatro álbuns de estreia no topo, feito este que foi igualado em Novembro de 2014 pela banda britânica One Direction. Diana Ross and The Supremes: Greatest Hits, álbum de grandes êxitos da banda feminina The Supremes, foi o único álbum de compilação a atingir o número um da Billboard 200 neste ano.

## Histórico

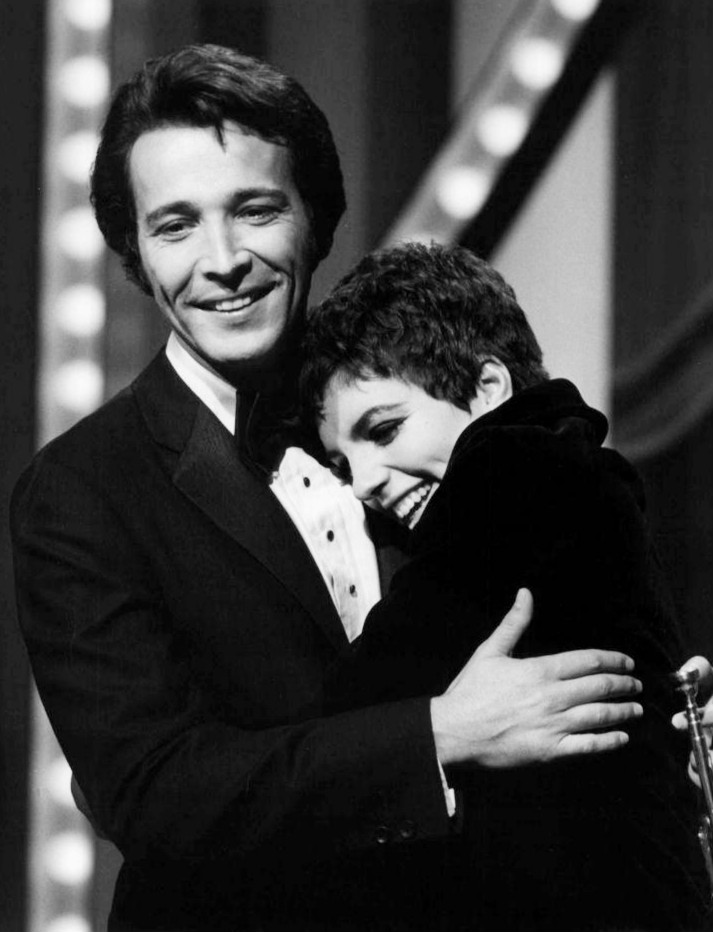
Com apenas uma semana no topo, Sounds Like... Herb Alpert & the Tijuana Brass, do grupo Herb Alpert (esquerda) and the Tijuana Brass foi o álbum que por menos tempo ocupou a primeira posição da Billboard 200 em 1967. Além disso, foi o primeiro trabalho de Alpert a atingir a primeira posição da tabela.

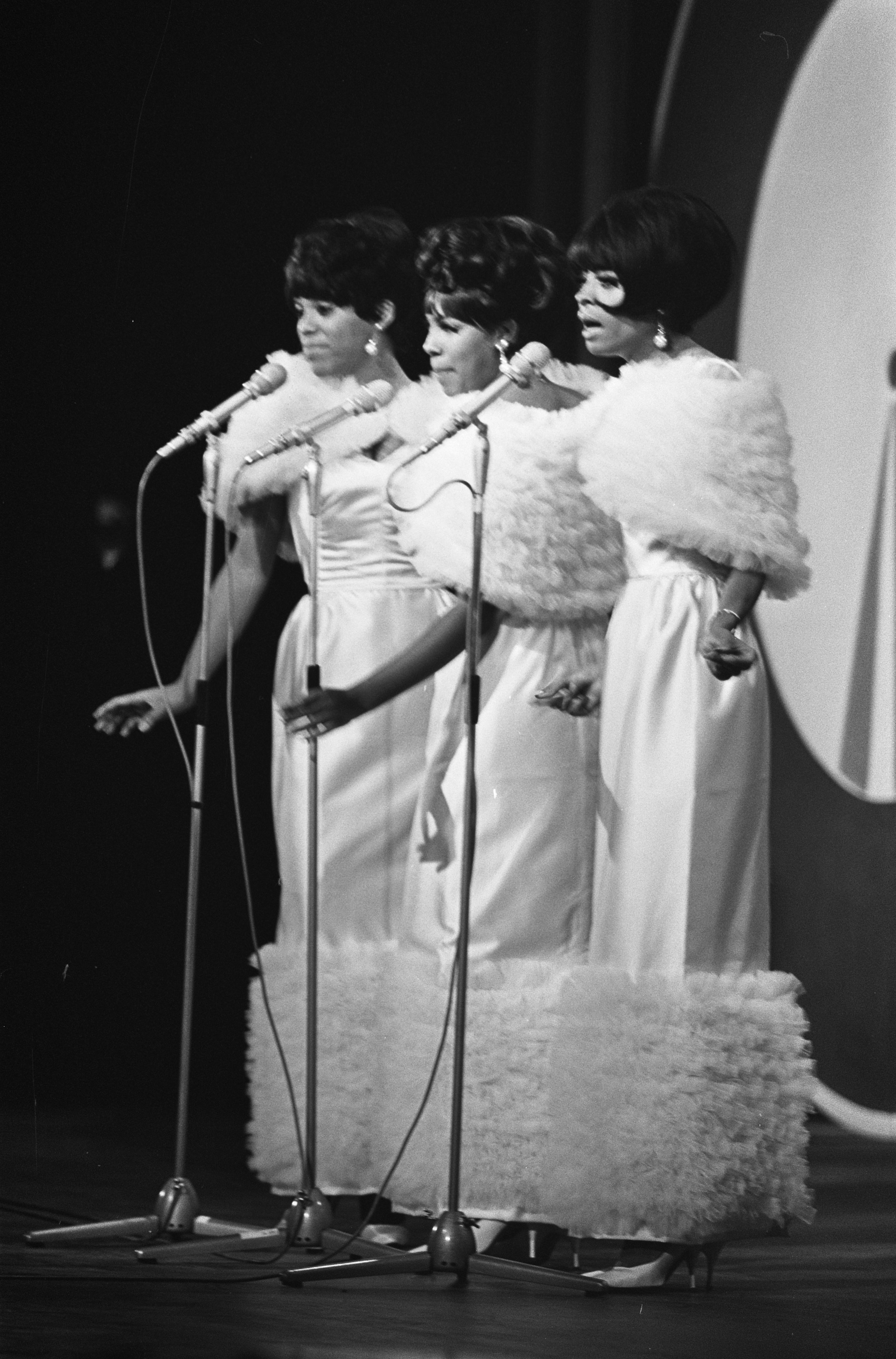
O grupo feminino Diana Ross & The Supremes foi o único a posicionar um álbum de compilação no primeiro posto da tabela musical, tendo Diana Ross and The Supremes: Greatest Hits reinado por cinco semanas ininterruptas.

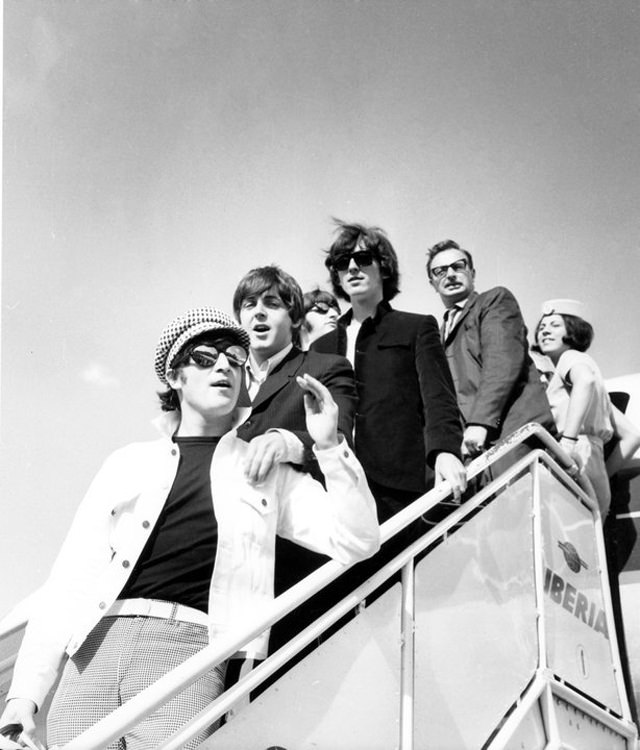
Sgt. Pepper's Lonely Hearts Club Band, do grupo britânico The Beatles, ocupou a primeira posição da tabela musical por quinze semanas consecutivas.

| Data            | Álbum                                          | Artista(s)                        |
| --------------- | ---------------------------------------------- | --------------------------------- |
| 7 de Janeiro    | The Monkees                                    | The Monkees                       |
| 14 de Janeiro   | The Monkees                                    | The Monkees                       |
| 21 de Janeiro   | The Monkees                                    | The Monkees                       |
| 28 de Janeiro   | The Monkees                                    | The Monkees                       |
| 4 de Fevereiro  | The Monkees                                    | The Monkees                       |
| 11 de Fevereiro | More of The Monkees                            | The Monkees                       |
| 18 de Fevereiro | More of The Monkees                            | The Monkees                       |
| 25 de Fevereiro | More of The Monkees                            | The Monkees                       |
| 4 de Março      | More of The Monkees                            | The Monkees                       |
| 11 de Março     | More of The Monkees                            | The Monkees                       |
| 18 de Março     | More of The Monkees                            | The Monkees                       |
| 25 de Março     | More of The Monkees                            | The Monkees                       |
| 1 de Abril      | More of The Monkees                            | The Monkees                       |
| 8 de Abril      | More of The Monkees                            | The Monkees                       |
| 15 de Abril     | More of The Monkees                            | The Monkees                       |
| 22 de Abril     | More of The Monkees                            | The Monkees                       |
| 29 de Abril     | More of The Monkees                            | The Monkees                       |
| 6 de Maio       | More of The Monkees                            | The Monkees                       |
| 13 de Maio      | More of The Monkees                            | The Monkees                       |
| 20 de Maio      | More of The Monkees                            | The Monkees                       |
| 27 de Maio      | More of The Monkees                            | The Monkees                       |
| 3 de Junho      | More of The Monkees                            | The Monkees                       |
| 10 de Junho     | More of The Monkees                            | The Monkees                       |
| 17 de Junho     | Sounds Like... Herb Alpert & the Tijuana Brass | Herb Alpert and the Tijuana Brass |
| 24 de Junho     | Headquarters                                   | The Monkees                       |
| 1 de Julho      | Sgt. Pepper's Lonely Hearts Club Band          | The Beatles                       |
| 8 de Julho      | Sgt. Pepper's Lonely Hearts Club Band          | The Beatles                       |
| 15 de Julho     | Sgt. Pepper's Lonely Hearts Club Band          | The Beatles                       |
| 22 de Julho     | Sgt. Pepper's Lonely Hearts Club Band          | The Beatles                       |
| 29 de Julho     | Sgt. Pepper's Lonely Hearts Club Band          | The Beatles                       |
| 5 de Agosto     | Sgt. Pepper's Lonely Hearts Club Band          | The Beatles                       |
| 12 de Agosto    | Sgt. Pepper's Lonely Hearts Club Band          | The Beatles                       |
| 19 de Agosto    | Sgt. Pepper's Lonely Hearts Club Band          | The Beatles                       |
| 26 de Agosto    | Sgt. Pepper's Lonely Hearts Club Band          | The Beatles                       |
| 2 de Setembro   | Sgt. Pepper's Lonely Hearts Club Band          | The Beatles                       |
| 9 de Setembro   | Sgt. Pepper's Lonely Hearts Club Band          | The Beatles                       |
| 16 de Setembro  | Sgt. Pepper's Lonely Hearts Club Band          | The Beatles                       |
| 23 de Setembro  | Sgt. Pepper's Lonely Hearts Club Band          | The Beatles                       |
| 30 de Setembro  | Sgt. Pepper's Lonely Hearts Club Band          | The Beatles                       |
| 7 de Outubro    | Sgt. Pepper's Lonely Hearts Club Band          | The Beatles                       |
| 14 de Outubro   | Ode to Billie Joe                              | Bobbie Gentry                     |
| 21 de Outubro   | Ode to Billie Joe                              | Bobbie Gentry                     |
| 28 de Outubro   | Diana Ross and The Supremes: Greatest Hits     | Diana Ross & The Supremes         |
| 4 de Novembro   | Diana Ross and The Supremes: Greatest Hits     | Diana Ross & The Supremes         |
| 11 de Novembro  | Diana Ross and The Supremes: Greatest Hits     | Diana Ross & The Supremes         |
| 18 de Novembro  | Diana Ross and The Supremes: Greatest Hits     | Diana Ross & The Supremes         |
| 25 de Novembro  | Diana Ross and The Supremes: Greatest Hits     | Diana Ross & The Supremes         |
| 2 de Dezembro   | Pisces, Aquarius, Capricorn & Jones Ltd.       | The Monkees                       |
| 9 de Dezembro   | Pisces, Aquarius, Capricorn & Jones Ltd.       | The Monkees                       |
| 16 de Dezembro  | Pisces, Aquarius, Capricorn & Jones Ltd.       | The Monkees                       |
| 23 de Dezembro  | Pisces, Aquarius, Capricorn & Jones Ltd.       | The Monkees                       |
| 30 de Dezembro  | Pisces, Aquarius, Capricorn & Jones Ltd.       | The Monkees                       |